# Solitromicina
La solitromicina (nombre comercial Solithera) es un antibiótico cetólido en desarrollo clínico para el tratamiento de la neumonía adquirida en la comunidad  y otras infecciones.
La solitromicina muestra una excelente actividad in vitro contra un amplio espectro de patógenos grampositivos en las vías respiratorias, incluidas las cepas resistentes a los macrólidos. La solitromicina tienen actividad contra los patógenos respiratorios grampositivos y gramnegativos fastidiosos más comunes, y se está evaluando su utilidad en el tratamiento de la gonorrea .

## Estudios preclínicos
Un estudio preclínico in vivo realizado por Jeffrey Keelan en ovejas puede proporcionar un enfoque profiláctico para las infecciones intrauterinas durante el embarazo. Este estudio se llevó a cabo mediante la administración de solitromicina a ovejas preñadas, lo que resultó en concentraciones efectivas superiores a 30 ng/ml en el plasma fetal, plasma materno y líquido amniótico. Una sola dosis materna mantuvo estas concentraciones durante más de 12 horas.

## Ensayos clínicos
- Mayo de 2011: la solitromicina se encuentra en un ensayo clínico de fase 2 para neumonía bacteriana adquirida en la comunidad grave y en un ensayo clínico de fase 1 con una formulación intravenosa.[9]
- Septiembre de 2011: la solitromicina demostró una eficacia comparable a la levofloxacina con menos eventos adversos en el ensayo de fase 2 en personas con neumonía adquirida en la comunidad [10]
- Enero de 2015: en un ensayo clínico de fase 3 para neumonía bacteriana adquirida en la comunidad, la solitromicina administrada por vía oral demostró no inferioridad estadística frente a la fluoroquinolona moxifloxacina .
- Julio de 2015: se completó la inscripción de pacientes para el segundo ensayo clínico de fase 3 (Solitaire IV) para la neumonía bacteriana adquirida en la comunidad y se esperan resultados para el cuarto trimestre de 2015.
- Octubre de 2015: La solitromicina intravenosa frente a la oral demostró no inferioridad estadística frente a la moxifloxacina intravenosa frente a la oral en adultos con neumonía bacteriana adquirida en la comunidad.[11]
- Julio de 2016: Cempra anunció la aceptación por parte de la FDA de las formulaciones intravenosas y orales de Solithera (solitromicina) como nuevas aplicaciones de medicamentos para el tratamiento de la neumonía bacteriana adquirida en la comunidad.[12]

## Estructura
Los estudios de cristalografía de rayos X han demostrado que la solitromicina, la primera fluorocetólida en desarrollo clínico, tiene una tercera región de interacciones con el ribosoma bacteriano, en comparación con dos sitios de unión para otros macrólidos .
El único macreólido comercializado anteriormente, la telitromicina, sufre efectos secundarios raros pero graves. Estudios recientes  han demostrado que esto probablemente se deba a la presencia del grupo piridina - imidazol de la cadena lateral de telitromicina que actúa como antagonista de varios receptores nicotínicos de acetilcolina. La solitromicina difiere de la telitromicina porque la cadena lateral no antagoniza significativamente los receptores nicotínicos de acetilcolina. En lugar del grupo piridina-imidazol que se usa en la telitromicina, esta molécula tiene un resto triazol-fenilamina. 

## Mecanismo de acción
La solitromicina inhibe la traducción bacteriana al unirse al ARN ribosómico 23S, evitando que las bacterias agresoras sinteticen proteínas.

## Efectos secundarios
Durante un estudio clínico, algunos pacientes presentaron enzimas hepáticas elevadas que pueden o no ser indicativas de hepatotoxicidad. Esto llevó al Comité Asesor de Medicamentos Antimicrobianos de la FDA a votar que el riesgo para el hígado no se ha caracterizado adecuadamente y que es necesario realizar más estudios. En este sentido, la FDA solicita un ensayo de seguridad de 9.000 pacientes además de restringir el fármaco.

## Desarrollo
En 2008, se presentaron solicitudes de nuevos medicamentos en investigación para cápsulas de solitromicina y una formulación intravenosa. A partir de los estudios de farmacocinética, seguridad y eficacia, se encontraron varios problemas. Hay una absorción variable que puede dar lugar a concentraciones subterapéuticas del fármaco e incluso al fracaso del tratamiento. Además, existen interacciones farmacológicas significativas que afectan las concentraciones de solitromicina, así como las concentraciones de los fármacos agresores. También existe un margen terapéutico estrecho que puede dificultar la dosificación de este fármaco.

## Aspectos comerciales
El plan general de Cempra es desarrollar productos de solitromicina a través de ensayos clínicos en etapa avanzada y venderlos a su fuerza de ventas en hospitales o a través de asociaciones, lo que necesitaría negociaciones con compañías farmacéuticas más grandes. Se utilizan varias plantas de fabricación, como las instalaciones de fabricación de Wockhardt Limited y Hospira Incorporated, así como los Laboratorios Uquifa, una instalación GMP alternativa.

## Propiedad intelectual
La solitromicina es una nueva entidad química de la biblioteca de compuestos macrólidos que obtuvo la licencia de ligandos optimer.
Está cubierto por una serie de patentes y solicitudes de patentes que reivindican la composición de materia de solitromicina. También existen patentes en torno a la síntesis y purificación de esta sustancia. Por ejemplo, la patente EP3190122 A1 presenta una ruta de síntesis novedosa y eficiente que evita la necesidad de purificación cromatográfica, lo que ahorra tiempo. 